# 前田和摩
前田 和摩（まえだ かずま、2005年1月16日 - ）は、日本の陸上競技選手。兵庫県西宮市出身。2024年現在、東京農業大学国際食糧情報学部在学中。

## 経歴
中学校は西宮市立深津中学校、高校は報徳学園高等学校出身。

### 高校時代
1年時は目立った活躍はなかったが2年時に兵庫県高校駅伝と近畿高校駅伝の1区で区間賞を獲得し、頭角を現す。3年時には高校総体で5000mに出場し日本人トップの4位に入った。1月の都道府県対抗駅伝では5区を走り区間2位だった。

### 大学時代

#### 大学1年次
6月に行われた全日本大学駅伝関東地区選考会に出場し最終組で日本人トップ・U20日本歴代2位（当時）となる28分03秒51を記録しチームの14年ぶりの本戦出場に大きく貢献した。また、この記録は全日本大学駅伝関東地区選考会における日本人最高記録であった。10月に行われた第100回箱根駅伝予選会でも日本人トップ・U20日本歴代2位となる1時間01分42秒を記録しチームの10年ぶりの出場に貢献した 。11月の全日本大学駅伝では2区を走り31分11秒で区間3位（区間新）だった。第100回箱根駅伝では当初は花の2区を走る予定だったが、11月末に故障をした影響で万全ではなかったため復路の7区に出走。苦しみながらも1時間04分13秒の区間13位で走った 。3月に行われた順天堂大学競技会の3000mに出場。U20日本歴代4位の7分57秒25を記録し復調をアピールした。

#### 大学2年次
5月に開催された第108回日本陸上競技選手権大会に出場。元々はエントリーされておらず出場辞退者が現れたことによる追加出場であり、持ちタイムも出場者の中で下位だったが、27分21秒52で3位に入った。また、このタイムはU20アジア新記録・U20日本新記録・日本人学生新記録であり記録づくめの走りとなった。

## 戦績・記録

### 大学三大駅伝戦績
| 学年               | 出雲駅伝                   | 全日本大学駅伝                     | 箱根駅伝                           |
| ------------------ | -------------------------- | ---------------------------------- | ---------------------------------- |
| 1年生 （2023年度） | 第35回 東京農業大学 不参加 | 第55回 2区-区間3位 31分11秒 区間新 | 第100回 7区-区間13位 1時間04分13秒 |
| 2年生 （2024年度） | 第36回 東京農業大学 不参加 | 第56回 東京農業大学 不参加         | 第101回 東京農業大学 不参加        |

## 自己ベスト
- 3000m - 7分57秒25（2024年3月22日：第9回順天堂大学競技会）
- 5000m - 13分46秒71（2024年4月13日：第32回金栗記念選抜陸上中長距離大会）
- 10000m - 27分21秒52（2024年5月3日：第108回日本陸上競技選手権大会）
- ハーフマラソン - 1時間01分42秒（2023年10月14日：第100回箱根駅伝予選会）